# Тёмный рыцарь: Возрождение легенды
«Тёмный ры́царь: Возрожде́ние леге́нды» (англ. The Dark Knight Rises) — супергеройский фильм режиссёра Кристофера Нолана. Третья и завершающая часть культовой трилогии о супергерое комиксов компании DC Comics Бэтмене. Главные роли в фильме исполнили Кристиан Бейл и Том Харди. Выход фильма состоялся в США 20 июля 2012 года. Считается одним из лучших фильмов десятилетия и одним из лучших фильмов о супергероях всех времён и лучших фильмов всех времён.
На церемонии вручения наград BRIT Awards Ханс Циммер получил звание «Композитор года» за работу над саундтреками фильмов «Тёмный рыцарь: Возрождение легенды» и «Человек из стали» (2013).

## Сюжет
Бейн, таинственный террорист и бывший член Лиги теней, похищает физика-ядерщика доктора Леонида Павлова с самолёта ЦРУ.
После смерти окружного прокурора Харви Дента Бэтмен исчез и не выходил на свет в течение восьми лет. Организованная преступность была искоренена в Готэм-Сити благодаря Акту Дента, предоставившему расширенные полномочия полиции. Комиссар Джеймс Гордон скрывал преступные деяния Дента в качестве Двуликого и позволил обвинять в его преступлениях Бэтмена. На очередном праздновании в честь Дента, проходящем в поместье Уэйнов, комиссар не решается произнести речь, раскрывающую правду. Сам Брюс Уэйн на праздновании не присутствует, он стал отшельником, Альфред Пенниуорт является единственным связующим звеном с миром, в частности, он сдаёт резиденцию под торжественные мероприятия. В тот же вечер, однако, происходит событие, заставляющее Уэйна вернуться в мир: под видом официантки, обслуживающей банкет, в его личные апартаменты проникает ловкая воровка Селина Кайл, крадущая ожерелье матери Уэйна и его личные отпечатки с сейфа, где оно хранилось.
Отпечатки хочет купить Джон Даггетт, корпоративный конкурент Wayne Enterprises. Организатором сделки выступает Бейн, создавший базу в городской канализации.
Селина Кайл хочет в обмен на отпечатки получить доступ к программе «Чистый лист» — «червю», который может удалить запись о многочисленных преступлениях и приводах Селины, из государственных баз данных, чтобы она могла начать новую жизнь. Но на сделке оказывается, что Селину хотят не только оставить без доступа к «Чистому листу», но и убить. Впрочем, она оказывается готова к этому, и обеспечивает появление полиции. Прибывший Гордон с полицейскими преследуют приспешников Бейна и Даггетта в канализации, а Селина убегает. Бандиты хватают Гордона и отводят его к Бейну. Гордон сбегает, ему помогает молодой полицейский Джон Блейк. Блейк, выросший в приюте, вычисляет тайную личность Уэйна, спорит с ним и убеждает вернуться как Бэтмена
Wayne Enterprises уже много лет теряет деньги после того, как Уэйн прекратил свой проект ядерного реактора, узнав, что реактор можно использовать в качестве оружия. Общения с Уэйном ищет молодая миллионерша Миранда Тейт, которая хочет вложить деньги в ядерный проект Уэйна, однако встретиться с затворником ей все никак не удавалось. Однако осознание серьёзности положения заставляет Уэйна вернуться: он должен разобраться с кражей своих отпечатков, вернуть колье матери, восстановить платёжеспособность компании и решить проблему Бэйна. Он встречается с Мирандой Тейт и они находят общий язык.
Бейн к этому моменту успевает захватить фондовую биржу Готэма и использует отпечатки пальцев Уэйна в серии транзакций в интересах Даггета. Бэтмен появляется впервые за восемь лет, перехватывая Бейна и его сообщников. Однако много лет затворничества не лучшим образом сказываются на физическом состоянии Бэтмена.
Биржевая игра Даггета приводит Уэйна к личному банкротству. Даггет пытается взять корпоративный контроль над разоряющейся компанией. Однако совет директоров голосует за Миранду Тейт. Даггет пребывает в ярости и требует от Бейна ответа. Но Бейн сообщает Даггету, что он был лишь инструментом в его руках и убивает дельца.
Дворецкий Уэйна Альфред Пенниуорт убеждён, что Уэйн недостаточно силён, чтобы сражаться с Бейном, он боится, что Брюс ищет смерти. Он уходит в отставку, не желая наблюдать за тем, как Брюс погибнет. Он долгие годы мечтал, что Бэтмен уйдёт в небытие, и Альфред сможет увидеть Брюса Уэйна за столиком в кафе с любимой женщиной и детьми… Осознав тщетность своих надежд, Альфред покидает Брюса.
Уэйн находит утешение общении с новым генеральным директором Wayne Enterprises Миранде Тейт, и они становятся любовниками.
Селина соглашается отвести Бэтмена к Бейну, но вместо этого заводит его в ловушку. Бейн рассказывает, что намеревается выполнить миссию Ра’с аль Гула по уничтожению Готэма. Бэтмен дерётся с Бейном в длительном поединке, но Бейн побеждает его, нанося сокрушительный удар по спине, а затем отвозит его за границу в подземную тюрьму, откуда сбежать практически невозможно. Заключённые рассказывают Уэйну историю о ребёнке Ра’с аль Гула, который родился и рос в тюрьме до побега. Это был единственный заключённый, который смог сбежать.
Бейн заманивает в ловушку полицию Готэма и разрушает мосты, окружающие город. Он убивает мэра Энтони Гарсиа и заставляет доктора Павлова превратить ядро ядерного реактора Wayne Enterprises в распадающуюся нейтронную бомбу, а затем убивает и его. Бейн читает речь Гордона, которую он так и не решился произнести, перед толпой, раскрывая правду о Харви Денте, и освобождает узников тюрьмы Блэкгейт, вызывая анархию в городе. Также он изгоняет и убивает элиту Готэма на судах кенгуру под председательством Джонатана Крейна.
Месяцы спустя Уэйн сбегает из тюрьмы и возвращается в Готэм. Бэтмен освобождает полицию, и они сталкиваются с армией Бейна на улицах; во время битвы Бэтмен одолел Бейна. Тейт вмешивается и ранит Бэтмена, раскрывая, что она и есть Талия аль-Гул, дочь Ра’с аль Гула. Она активирует детонатор бомбы, но Гордон блокирует её сигнал. Талия уходит, чтобы найти бомбу, пока Бейн готовится убить Бэтмена, но прибывает Селина и убивает Бейна. Бэтмен и Селина преследуют Талию, надеясь вернуть бомбу в камеру реактора, где её можно стабилизировать. Грузовик Талии разбивается, но она успевает удалённо затопить и разрушить камеру реактора перед смертью. Не имея возможности остановить детонацию, Бэтмен использует своё воздушное судно «Летучая мышь», чтобы унести бомбу подальше от города. Но это должно стоить ему жизни — автопилот в неисправности. Перед взлётом Бэтмен косвенно раскрывает свою личность Гордону. Бомба взрывается в заливе, Готэм спасён.
Бэтмен признан мёртвым, и его наконец-то чтят как героя. Поместье Уэйна становится приютом для подростков, а имущество Брюса переходит Альфреду… Но однажды Гордон выясняет, что Бэт-сигнал восстановлен, а Люциус Фокс обнаруживает, что Уэйн починил неисправный автопилот на «Летучей мыши». Блейк уходит со службы в полиции и получает посылку от Уэйна на имя Робина Джона Блейка: в ней ключи от пещеры Бэтмена… Отдыхая во Флоренции, Альфред видит за столиком кафе Брюса и Селину Кайл, они счастливы вместе.

## В ролях
| Актёр                | Роль                               |
| -------------------- | ---------------------------------- |
| Кристиан Бейл        | Брюс Уэйн / Бэтмен                 |
| Том Харди            | Бейн                               |
| Джозеф Гордон-Левитт | офицер / детектив Робин Джон Блейк |
| Гэри Олдмен          | комиссар Джеймс Гордон             |
| Энн Хэтэуэй          | Селина Кайл / Женщина-кошка        |
| Майкл Кейн           | Альфред Пенниуорт                  |
| Марион Котийяр       | Миранда Тейт / Талия аль Гул       |
| Морган Фримен        | Люциус Фокс                        |
| Нестор Карбонель     | мэр Энтони Гарсия                  |
| Мэттью Модайн        | капитан Питер Фоули                |
| Бен Мендельсон       | Джон Даггетт                       |
| Бёрн Горман          | Филлип Стривер                     |
| Джош Стюарт          | правая рука Бэйна Барсед           |
| Алон Абутбул         | учёный Леонид Павлов               |
| Том Конти            | заключённый                        |
| Эйдан Гиллен         | агент ЦРУ                          |
| Джуно Темпл          | подруга Селины Джен                |
| Дэниэл Санжата       | капитан Джонс                      |
| Лиам Нисон           | Ра’с аль Гул                       |

| Актёр              | Роль                                   |
| ------------------ | -------------------------------------- |
| Джошуа Пенс        | молодой Ра’с аль Гул                   |
| Бретт Каллен       | конгрессмен                            |
| Киллиан Мёрфи      | Джонатан Крейн / Пугало                |
| Крис Эллис         | отец Рейли                             |
| Кристофер Джадж    | подручный Бейна                        |
| Роберт Уиздом      | капитан на мосту                       |
| Уильям Дивейн      | президент США                          |
| Реджи Ли           | Росс                                   |
| Джои Кинг          | юная Талия аль Гул                     |
| Томас Леннон       | доктор                                 |
| Десмонд Харрингтон | полицейский                            |
| Роб Браун          | Аллен                                  |
| Патрик Лехи        | член правления #2                      |
| Фредрик Лене       | начальник службы безопасности на бирже |
| Ноэль Гульеми      | бывший заключённый                     |
| Дэвид Гяси         | тощий заключённый                      |
| Томас Арана        | адвокат Уэйна Уорд Нили                |
| Глен Пауэлл        | трейдер                                |

Джон Даггетт является отсылкой к аморальному бизнесмену Роланду Даггетту из мультсериала «Бэтмен».

## Создание

### Подбор актёров
Кристиан Бейл подтвердил, что он вернётся в роли Брюса Уэйна, если фильм снимет Нолан. В мае 2009 года Аарон Экхарт проявлял энтузиазм к возвращению в роли Двуликого, но Нолан позже заявил, что Двуликий мёртв и больше не появится. Нолан подтвердил, что некоторые актёры из первых двух фильмов будут возвращены. Среди них: Майкл Кейн (сыгравший Альфреда Пенниуорта), Гэри Олдмен (комиссар Джеймс Гордон), Нестор Карбонель (мэр Готэма Энтони Гарсия) и Морган Фримен (управляющий «Уэйн Энтерпрайзис» Люциус Фокс).
Том Харди прошёл кастинг на роль злодея Бейна, а Энн Хэтэуэй играла Селину Кайл.
Харди заявил, что он намерен изобразить «более угрожающего персонажа», чем Бейн в фильме «Бэтмен и Робин». Готовясь к ролям в «Воине» и «Рыцаре», он набрал около 14 кг мышц, тем самым увеличив свой вес до 90 кг.
До того, как Хэтэуэй утвердили на эту роль, Кристофер Нолан сформировал свой список актрис, которые также могли сыграть в фильме — Кира Найтли, Джессика Бил, Кейт Мара и некоторые другие. После начала съёмок Хэтэуэй призналась, что роль Женщины-кошки самая тяжёлая в физическом смысле в её карьере, особенно актрисе сложно было влезать в фирменный кожаный костюм персонажа. Актриса тренировалась пять дней в неделю для этой роли, в том числе 4 часа физических упражнений и обучения трюкам и полтора часа танца в день. Позже стало известно, что Женщина-кошка будет союзником Бэтмена. После съёмок актриса призналась в интервью, что во время прослушивания думала, что пробуется на роль Харли Квинн, а не Селины Кайл, а когда узнала настоящую роль, то сначала испугалась, потому что боялась, что не сможет сравниться с Мишель Пфайффер, которая исполнила эту роль в фильме «Бэтмен возвращается».

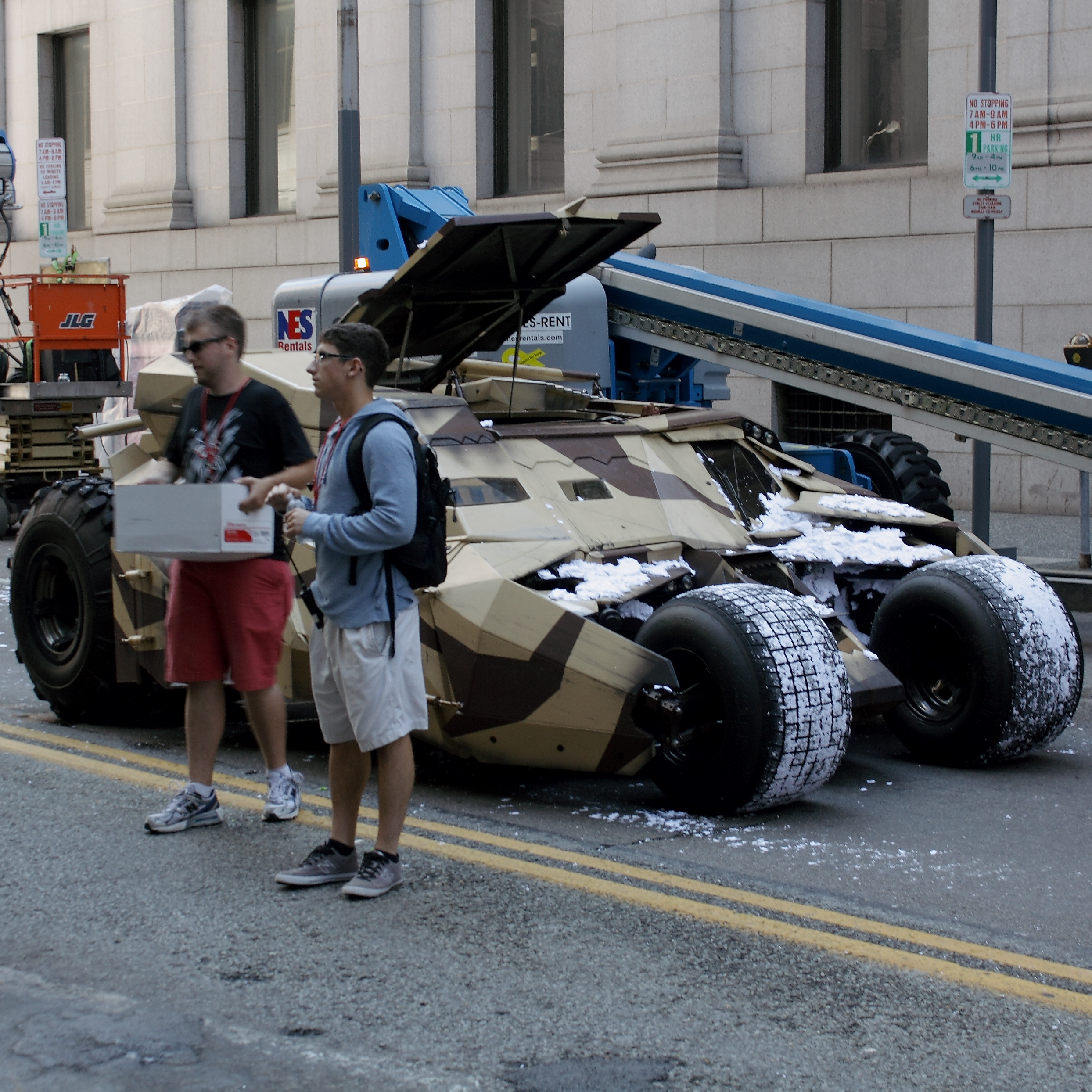
Бронемашина Акробат (прототип Бэтмобиля) на съёмках фильма.

К актёрскому составу фильма присоединился также Джозеф Гордон-Левитт. Первоначально были предположения, что он заменит умершего Хита Леджера в роли Джокера, но позднее сам режиссёр опроверг эти домыслы. После этого предполагали, что актёр сыграет Загадочника или Чёрную Маску. После этого появились слухи, что Гордон-Левитт появится как союзник Лиги теней, наёмный убийца Дэдшот. Позже появилась информация, что актёр должен сыграть роль Альберто Фальконе, сына Кармайна Фальконе, которого в первом фильме трилогии сыграл Том Уилкинсон, и также маньяка по прозвищу Праздник. Но потом эта информация была опровергнута. В апреле 2011 года официальный пресс-релиз компании Warner Bros. показал, что настоящая роль актёра в фильме — это Джон Блейк, детектив из полиции, персонаж, появляющийся в комиксах «Военные Игры. Акт 2».
Французская актриса Марион Котийяр также приняла участие в съёмках фильма. После того, как появились слухи об участии актрисы, предполагали, что она исполнит роль Талии аль Гул — дочери Ра’с аль Гула (который погиб в первом фильме трилогии) и, в комиксах, одной из возлюбленных Бэтмена. Но позднее Warner Bros. в официальном пресс-релизе подтвердила, что персонаж Котийяр — это Миранда Тейт, ассистентка Брюса Уэйна, помогающая ему возродить благотворительные программы отца. Тем не менее, некоторые новостные издания полагали, что Марион Котийяр появится в фильме всё-таки в роли Талии аль Гул. Позже сама актриса опровергла эти слухи, заявив, что её персонаж является полностью оригинальным творением. В итоге оказалось, что под именем Миранды Тейт всё-таки скрывалась именно Талия аль Гул.
Джуно Темпл тоже приняла участие в фильме, но её персонаж не был заранее известен публике. Когда Нолан сообщил, что её ролью будет «смышлёная девушка из Готэма», предполагали, что Темпл может сыграть Бэтгёрл, Холли Робинсон, подругу и помощницу Женщины-кошки, или Харли Квинн. Но из-за слов Нолана «Джокеру места в свежей картине не сыщется ни в каком облике» предположения о роли подруги клоуна считались маловероятными. В итоге, актриса всё-таки сыграла другую роль — Джен, подруги и соседки Селины Кайл.
В течение мая 2011 года к фильму также присоединились Мэттью Модайн, Бретт Каллен, Крис Эллис, Том Конти и ещё несколько актёров.
По сообщению ресурса HitFix, на съёмочной площадке фильма был замечен Лиам Нисон. Официально никакой информации об участии Нисона в проекте на тот момент не было. Было неизвестно, сыграет ли актёр Ра’с аль Гула из первого фильма трилогии или это будет другой персонаж. В итоге, актёр сыграл Ра’с аль Гула. Новостные издания предполагали, что актёр будет задействован во флэшбеках, являющимися воспоминаниями Бэтмена, и, скорее всего, роль будет кратким камео, что позднее подтвердилось. Кроме того, появлялась информация, что в ещё более ранних реминисценциях молодого главу Лиги теней сыграет актёр Джошуа Пенс, что также оказалось правдой.
Появление Киллиана Мёрфи на съёмочной площадке породило слухи о появлении Пугала в новом фильме, подобно тому, как это было в «Тёмном рыцаре», и в итоге он сыграл бывшего психиатра Джонатана Крейна, ставшего судьёй и возглавляющего «революционный» суд, приговаривая подсудимых к изгнанию (равноценному смерти) или смерти (через изгнание).
На съёмках был замечен человек в чёрной маске, что породило предположение о возможном появлении Чёрной Маски в фильме. Но впоследствии оказалось, что в маске был Кристиан Бейл, игравший Брюса Уэйна, который посещает Гордона в больнице.
Несколько членов команды «Питтсбург Стилерз» сыграли роли игроков готэмской футбольной команды «Готэм Роугз» (англ. Gotham Rogues), среди них Бен Ретлисбергер, Хайнс Уорд, Трой Поламалу, Вилли Колон, Моркис Поунси, Майк Уоллес, Хит Миллер, Аарон Смит, Райан Кларк, Джеймс Фэрриор, Ламарр Вудли, и Кейси Хэмптон, а бывший главный тренер Стилерз Билл Коуер исполнил роль тренера готэмских футболистов. Люк Рейвенстал, мэр Питтсбурга, сыграл кикера команды противников Rogues — Рэпид Сити Монумэнтс (англ. Rapid City Monuments).
Дядя режиссёра Джон Нолан появлялся в фильме в камео, как это было в первом фильме трилогии.
У сенатора США Патрика Лехи было в фильме камео, так же как и в «Тёмном рыцаре».
Джозеф Гордон-Левитт, Том Харди, Майкл Кейн, Киллиан Мёрфи и Марион Котийяр играли вместе в предыдущем фильме Нолана — «Начало».
Эта роль Майкла Кейна была пятой подряд в фильмах Кристофера Нолана.

### Саундтрек
Слова и музыка всех песен — Ханс Циммер.
| №                   | Название             | Длительность |
| ------------------- | -------------------- | ------------ |
| 1.                  | «A Storm is Coming»  | 0:37         |
| 2.                  | «On Thin Ice»        | 2:55         |
| 3.                  | «Gotham’s Reckoning» | 4:08         |
| 4.                  | «Mind if I Cut in?»  | 3:27         |
| 5.                  | «Underground Army»   | 3:12         |
| 6.                  | «Born in Darkness»   | 1:57         |
| 7.                  | «The Fire Rises»     | 5:33         |
| 8.                  | «Nothing Out There»  | 2:51         |
| 9.                  | «Despair»            | 3:14         |
| 10.                 | «Fear Will Find You» | 3:08         |
| 11.                 | «Why Do We Fall?»    | 2:03         |
| 12.                 | «Death By Exile»     | 0:23         |
| 13.                 | «Imagine the Fire»   | 7:25         |
| 14.                 | «Necessary Evil»     | 3:16         |
| 15.                 | «Rise»               | 7:11         |
| Общая длительность: | Общая длительность:  | 51:20        |

| №   | Название                               | Длительность |
| --- | -------------------------------------- | ------------ |
| 16. | «Bombers Over Ibiza» (Junkie XL Remix) | 5:51         |
| 17. | «The Shadows Betray You»               | 5:20         |
| 18. | «The End»                              | 6:13         |

| №   | Название                               | Длительность |
| --- | -------------------------------------- | ------------ |
| 16. | «Bombers Over Ibiza» (Junkie XL Remix) | 5:51         |
| 17. | «No Stone Unturned»                    | 7:29         |
| 18. | «Risen from Darkness»                  | 4:27         |

| №   | Название      | Длительность |
| --- | ------------- | ------------ |
| 16. | «All Out War» | 3:17         |

### Маркетинг

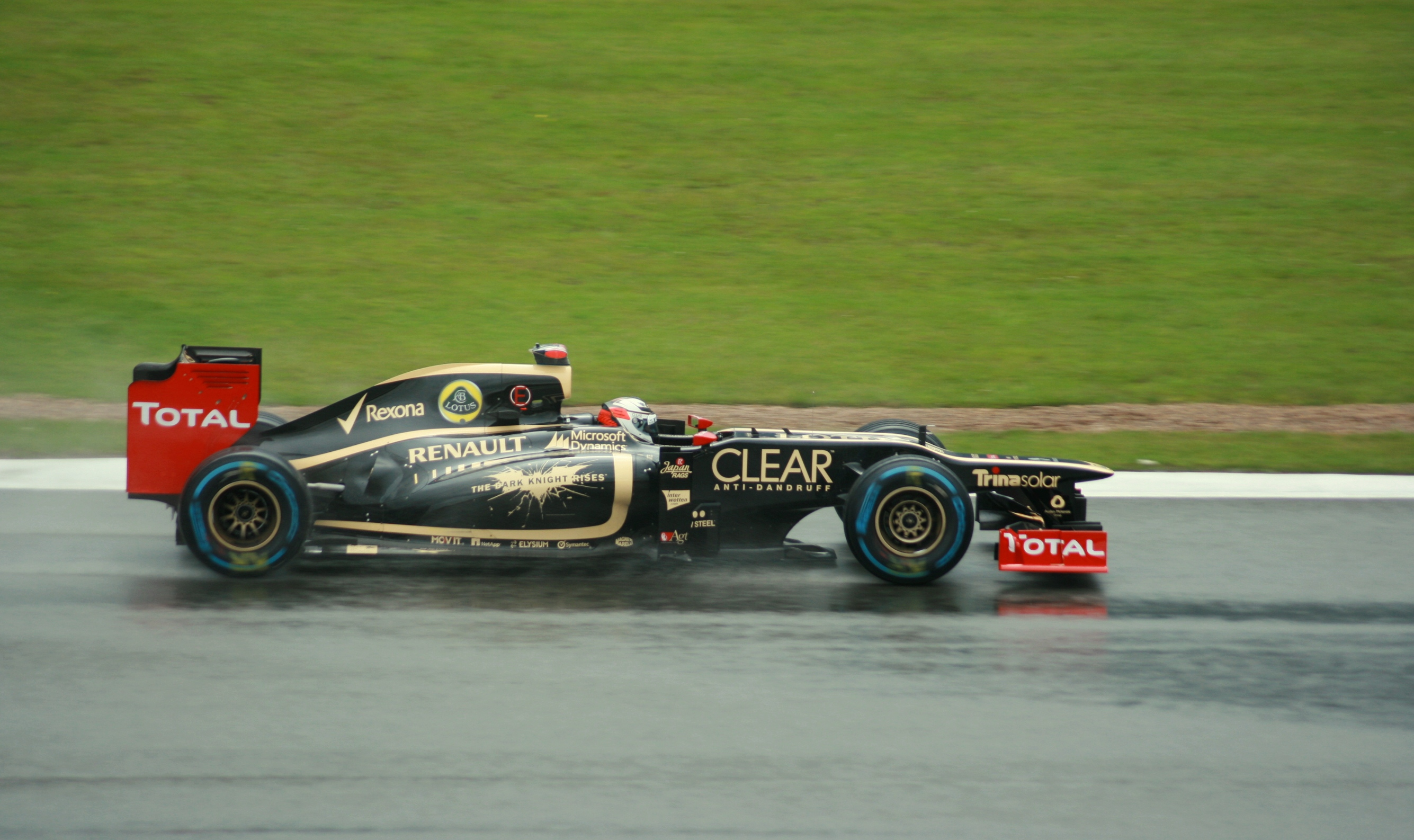
Болид Lotus с логотипом фильма на Гран-при Великобритании 2012 года

В мае 2011 года был запущен официальный сайт фильма, на котором началась вирусная рекламная кампания, аналогичная той, которая использовалась для рекламы «Тёмного рыцаря». Когда сайт был открыт, на нём находился зашифрованный аудиофайл, проигрывающий некий звук, который был описан как пение. После расшифровки звукового файла, он дал ссылку на официальный аккаунт фильма в твиттере. За каждого человека, прокомментировавшего запись на этом аккаунте, открывался один пиксель изображения, в конечном итоге, показавшего первый официальный концепт Бейна.
8 декабря 2011 года начался второй этап «вирусной раскрутки» — ресурс Wired выложил документы некоего российского физика Леонида Павлова. По версии сайта, возможно, этот учёный представлял особый интерес не только для ЦРУ, но и для Бейна (так как на одной из ранних фотографий со съёмочной площадки было замечено устройство, отдалённо напоминавшее бомбу). Уже 10 декабря этот процесс превратился в «операцию „Ранняя пташка“» — и на этот раз был выложен документ, проливающий свет на деятельность Леонида Павлова.
Во время Гран-при Великобритании Формулы-1 6-8 июля 2012 года болиды команды Lotus были украшены логотипами фильма.

### Трейлеры
18 июля 2011 года на официальной странице фильма на сайте Facebook был выложен первый тизер фильма, где можно увидеть самого Бэтмена, комиссара Гордона, а также краткое появление Бейна. Первоначально трейлер фильма должен был быть показан в кинотеатрах перед фильмом «Гарри Поттер и Дары Смерти: часть 2». Отзывы на трейлер были смешанными: Стивен Спенсер Дэвис из «Slate» написал, что трейлер успешно обманул зрителей, в то время как Кофи Аутлоу из «ScreenRant» был разочарован, утверждая, что это был больше «анонс трейлера», чем настоящий трейлер. Аутлоу критикует качество трейлера, написав, что сцена, изображающая комиссара Гордона на больничной койке, была чрезмерно драматичной, что в ней был «неестественный» диалог, который было трудно понять из-за затруднённого дыхания Гордона.
6-минутный пролог к фильму демонстрировался в декабре 2011 года в некоторых кинотеатрах системы IMAX США и Великобритании перед фильмом «Миссия невыполнима: Протокол Фантом». Однако персонаж Тома Харди имел очень невнятную речь из-за маски-респиратора, на что жаловались зрители. Студия Warner попросила режиссёра произвести переозвучку персонажа. Первоначально Кристофер Нолан отказался передублировать голос Бейна, сказав, что зрители должны вдумчиво смотреть фильм, но впоследствии согласился подвергнуть звук небольшому косметическому монтажу.

## Выход в прокат
Мировая премьера фильма состоялась 16 июля 2012 года в Нью-Йорке. Широкий прокат в США начался 20 июля. В российский прокат фильм вышел 26 июля.
20 июля, во время премьерного показа фильма в американском городе Орора, пригород Денвера, штат Колорадо, преступник открыл стрельбу в кинотеатре, убив 12 человек и ранив 59. Стрелявший был одет в противогаз, поэтому часть свидетелей сравнивала его с Бейном, главным злодеем фильма. Некоторые свидетели говорили, что преступник начал стрелять во время сцены перестрелки в фильме, а другие — что сразу после первого появления Бэтмена на экране. Часть зрителей приняла выстрелы и крики за спецэффект в фильме. Вскоре после прибытия на место происшествия полиция арестовала подозреваемого в стрельбе — 24-летнего Джеймса Холмса. По одной из версий, преступление вызвано тем, что стрелявший был разозлён из-за того, что не сумел купить билет на премьеру фильма, согласно другой — готовился к преступлению два месяца и считал себя Джокером, но последнее оказалось слухом.
Президент США Барак Обама объявил в стране пятидневный траур, прервал свою предвыборную кампанию и созвал экстренное совещание по поводу происшествия. Премьеры в Париже, Мексике и Японии, которые должны были посетить режиссёр фильма и главные актёры, из-за трагедии были отменены, а рекламная кампания фильма в Финляндии приостановлена. Кристофер Нолан выразил соболезнования по поводу случившегося.
Фильм выпущен в формате 4K.

### Кассовые сборы
По сборам за полуночные показы в первый день проката в США фильм занял второе место, собрав 30,6 млн $, после фильма «Гарри Поттер и Дары Смерти: часть 2», собравшего 43,5 млн $. Всего в первый день проката фильм собрал 75,8 млн $, а за первый уик-энд 160,9 млн $, заняв третье место по лучшим сборам за первый уик-энд, уступив фильму «Мстители» (207,4 млн $) и «Гарри Поттер и Дары Смерти: часть 2» (169,2 млн $). Но при этом фильм побил рекорд «Тёмного рыцаря» (158,4 млн $) по сборам за первый уик-энд для фильма в формате 2D.
В сентябре «Тёмный рыцарь: Возрождение легенды» преодолел рубеж по сборам в $1 млрд ($1 005 196 000), став тринадцатым фильмом в истории, которому это удалось. Фильм оказался на втором месте в списке самых кассовых фильмов 2012 года после «Мстителей». По состоянию на 27 мая 2019 года фильм занимает 26 место в списке самых кассовых фильмов.
«Тёмный рыцарь: Возрождение легенды» 2012 года и «Тёмный рыцарь» 2008 года являются единственными за последние 6 лет[уточнить] «миллиардерами» в формате 2D. Фильм набрал более 100 млн долларов в IMAX и тем самым стал вторым рекордсменом, побившим этот рекорд после «Аватара».

### Отзывы
Фильм получил  признание отзывы кинокритиков. На Rotten Tomatoes собрано 363 рецензии, 87 % — положительные, средний рейтинг составляет 8 из 10. Сотрудникам Rotten Tomatoes пришлось впервые запретить оставление пользовательских комментариев под рецензиями на этот фильм, так как негативные отзывы вызвали грубые отклики посетителей. Сайт Metacritic оценил фильм на 78 баллов из 100 на основе 45 обзоров.
Робби Коллин из The Daily Telegraph сравнил фильм со «Схваткой» Майкла Манна и вторым «Крёстным отцом», похвалил игру Харди и витиеватый сюжет, назвав фильм «супергеройским кино без супергероя». Роджер Эберт оценил картину на 3 звезды из 4-х: «Фильм начинается медленно, сумбурно, новых персонажей слишком много, но при этом кульминация у фильма впечатляющая».
По мнению Тома Чарити из CNN, «на сегодняшний день это самая громкая работа Нолана и его худший фильм — не оправдавшая ожиданий напыщенная и топорная заключительная часть превосходной серии фильмов». Майк Шарки из GameSpy считает, что в фильме есть несколько сюжетных дыр, которые нельзя проигнорировать. Фильм не смог поразить и киноакадемиков: «На показе чувство симпатии к фильму отсутствовало», «зрители вроде как были разочарованы», «ничего выдающегося в плане актёрской игры не было». Но президент Киноакадемии Том Ширак был куда дипломатичнее. «Мне кажется, что все обсуждения ещё впереди. Это очень насыщенный фильм и поставлен он хорошо», — сказал он.

### Наследие
фильм был отмечен как влиятельный. Daily Telegraph называет его одним из величайших фильмов всех времен. В 2014 году журнал Empire Magazine поставил «Темный рыцарь: Возрождение легенды» на 72-е место среди величайших фильмов, когда-либо снятых, в свой список «301 величайший фильм всех времен», по мнению читателей журнала. Он был признан 8-м величайшим фильмом о супергероях по результатам опроса 1000 взрослых британцев, проведенного Virgin Media в 2018 году. Total Film назвал его 48-м лучшим фильмом 2010-х годов. Den of Geek поставил его на 61-е место в своем списке лучших фильмов десятилетия. Кинокритики Ричард Ропер и Роу Конн из Chicago Sun-Times в своем подкасте «Лучшие фильмы десятилетия» включили «Темный рыцарь: Возрождение легенды» в свой список лучших боевиков десятилетия. В 2019 году в опросе, организованном LADbible, «Темный рыцарь: Возрождение легенды» был признан лучшим фильмом десятилетия 2010–2019. Робби Коллин из The Daily Telegraph часто называл его № 1 в своем ежегодном списке 25 лучших фильмов о супергероях. [Бэйн считается одним из лучших кинематографических злодеев всех времен   . Игра Марион Котийяр была высоко оценена и считается одной из лучших женщин-злодеек в кино   .

## Игра
В 2012 году по мотивам фильма вышла компьютерная игра.

## Пародии
Название одной из серий мультсериала «Южный парк» — «Восхождение Мистериона» (англ. Mysterion Rises), пародирует название фильма, причём серия выпущена через несколько дней после объявления названия фильма. Один из более поздних выпусков — «Внебезопасность» пародирует образ Бейна.

## Предложенное продолжение
Warner Bros. предложила Бейлу и Нолану шанс снять четвёртый фильм, но Бейл отказался, чтобы он мог следовать пожеланиям Нолана о трилогии.